# Masakra w Ludlow
Masakra w Ludlow – jedna z najkrwawszych w amerykańskiej historii walk o prawa pracy. Doszło do niej 20 kwietnia 1914 roku w Ludlow w stanie Kolorado. 
Zjednoczony Związek Górników Ameryki (UMWA) zorganizował protest przeciwko obniżce stawki płac w roku 1913 do poziomu 1,68 $ za dzień pracy. Gubernator stanu Kolorado, Elias M. Ammons, na prośbę Rockefellera wysłał do tłumienia protestów policję i Gwardię Narodową. Wydano rozkaz strzelania do tłumu. Górnicy odpowiedzieli ogniem i wywiązała się strzelanina. Jeden z organizatorów protestu, Louis Tikas, został wydelegowany do Gwardii Narodowej, aby prosić o zaprzestanie ostrzeliwania robotników. Posłaniec został zastrzelony. W starciach zginęło oficjalnie 20 osób, w tym kobiety i dzieci.